# 79. Infanterie-Division (Wehrmacht)
Die 79. Infanterie-Division (79. ID) war ein Großverband des Heeres der deutschen Wehrmacht im Zweiten Weltkrieg.

## Geschichte
Vom 4. bis 27. Mai 1939 wurde die 79. Infanterie-Division in der 2. Aufstellungswelle auf einer Mobilmachungsübung auf den Truppenübungsplätzen Hammelburg und Porz-Wahn erstmals zusammengestellt.
Am 26. August 1939 erhielt die 79. ID im Zuge der Mobilmachung zum Zweiten Weltkrieg in Idar-Oberstein ihre endgültige Formation und wurde dem Infanterie-Kommandeur 34 unterstellt. Die 79. ID wurde aus Abgaben der 33., 34. und 36. Infanterie-Division, welche jeweils ein Regiment abgaben, sowie einberufenen Reservisten gebildet.
Die Division bezog anschließend eine Verteidigungslinie am Westwall. Hier wurden vor allem Ausbildung und Stoßtruppunternehmen betrieben.
Die 79. ID nahm ab 10. Mai 1940 an der Offensive in Frankreich teil, ab 12. Juni 1940 beim Durchbruch durch die Maginotlinie bis in den Raum Châtel-sur-Moselle. Nach dem Übergang über die Mosel bei Chatel endeten die Kampfhandlungen mit der Kapitulation Frankreichs.
Als Besatzungstruppe in Frankreich wurde ab 20. Oktober 1940 ein Drittel der Division an die 342. Infanterie-Division abgeben und durch Ersatztruppen aufgefüllt.
Vor Beginn des deutschen Angriffs auf Jugoslawien, wurde die 79. ID ab 6. April 1941 nach Kärnten verlegt, kam jedoch aufgrund des schnellen Kriegsverlaufs nicht zum Einsatz.
Mit Beginn des Unternehmens Barbarossa, dem Überfall auf die Sowjetunion, wurde die Division ab 22. Juni 1941 per Bahntransport zur 6. Armee in den Raum Zamość verlegt und nahm ab 26. Juni 1941 mit ersten Teilen am Vormarsch in die Ukraine teil. Bis 28. Juli 1941 wurde die Stalin-Linie durchbrochen. Nach der Einnahme von Korosten und Verfolgungskämpfen bis zum Pripjet nahm die Division ab 9. September 1941 an der Kesselschlacht bei Kiew teil. Die weiteren Verfolgungskämpfe wurden durch schlechtes Wetter und die Schlammperiode behindert. Als nach der Einnahme von Bjelgorod am 24. Oktober 1941 der Vormarsch zum Stehen kam, hatten die Infanteristen 1500 km kämpfend zurückgelegt.
Den Winter 1941/42 verbrachte die Division im Verband des XVII. A.K. im Raum westlich von Woltschansk am oberen Donez.
Im Januar 1942 konnte die geschwächte Division in schweren Abwehrkämpfen während der sowjetischen Frühjahrsoffensive ihre Abwehrstellungen halten und trug damit zum Erfolg der Wehrmacht in der Schlacht bei Charkow bei.
Im Rahmen der Sommeroffensive 1942 erreichte die Division im Juni Woltschansk und stieß im Juli kämpfend bis zum mittleren Don vor. Die Division hatte im August und September zusammen mit rumänischen und italienischen Einheiten schwere Abwehrkämpfe zur Sicherung der Don-Linie zu führen.

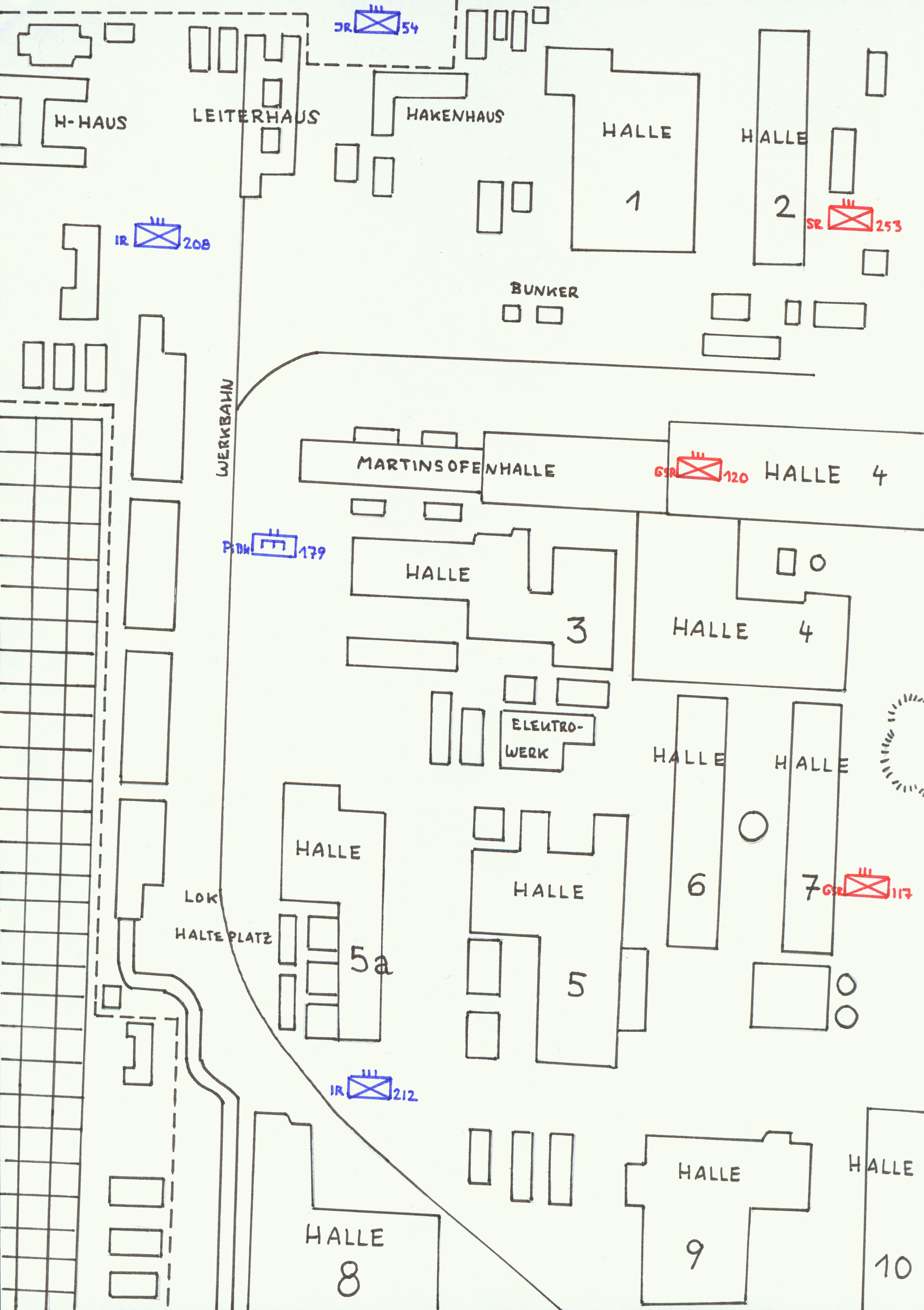
Stalingrad, Stahlwerk Roter Oktober, Fabrikhallen

Ab dem 17. Oktober 1942 erfolgte die Verlegung ins nördliche Stalingrad. Der Kampfauftrag war die Eroberung des metallurgischen Werkes „Roter Oktober“. Zusammen mit unterstellten Einheiten gelang es in harten wechselreichen Kämpfen den Großteil des Werkes zu besetzen und zu behaupten. Jedoch konnte das Wolga-Ufer nicht gesichert werden, so dass die Gefechtsstärken aufgrund der ständigen Gegenangriffe der Roten Armee rapide absanken. Die sowjetischen Verluste waren bei den Häuserkämpfen zwar weitaus höher, konnten jedoch durch immer neue Verstärkungen, welche nachts über die Wolga verlegt wurden, ausgeglichen werden. Am 20. November 1942 wurden auf Korpsbefehl plötzlich alle weiteren Angriffe eingestellt und die meisten der unterstellten Einheiten in den Raum Gumrak beordert. Die Rote Armee war beiderseits Stalingrad durchgebrochen und schloss die 6. Armee ein.
Die verlustreichen Häuserkämpfe im Werksgelände hielten an und wurden aufgrund der schlechten Versorgungslage und des einsetzenden Winters noch grausamer. Die Division musste dezimierte Einheiten zusammenlegen und büßte trotz Eingliederung fremder Truppenteile und „Auskämmung“ der Trosse ständig an Kampfkraft ein. Am 23. Dezember 1942 wurde das metallurgische Werk planmäßig geräumt. Anfang Januar wurden die Reste der Division zu einer Kampfgruppe IR 212 zusammengefasst und der 305. ID unterstellt. Letzte Kämpfe fanden an den „weißen und roten Häusern“ und am Stalingrader Traktorenwerk statt. Nur wenige Überlebende (IR 212 bestand noch aus 2 Kompanien) gerieten am 31. Januar 1943 bei der Kapitulation Stalingrads in sowjetische Gefangenschaft.

### Neuaufstellung 1943
Der Divisionsstab der 79. ID mit dem Kommandeur wurde am 7. Januar 1943 aus Stalingrad ausgeflogen, er führte in der Folge zusammengewürfelte unterstellte Einheiten im Raum Nowotscherkassk. Ab 25. März 1943 wurde die Division bei Stalino aus Ersatztruppen, Urlaubern und vom Lazarett Genesenen neu aufgestellt. Im Mai 1943 war sie an den schweren Abwehrkämpfen in der Kuban-Region beteiligt. Ab 15. September 1943 wurde die Halbinsel evakuiert. Teilweise im Lufttransport wurde die Division danach in den Raum Melitopol verlegt. Im Oktober wurde die Division beim Rückzug in der Nogaischen Steppe überrannt und herausgezogen. Nach Ordnung der Verbände erfolgten ab 1. November 1943 weitere verlustreiche Einsätze im Brückenkopf Nikopol. Die Pläne einer Auflösung wurden fallen gelassen und die Division ab 15. Dezember 1943 neu gegliedert und aufgefüllt.
Nach weiteren Abwehrkämpfen verlegten die Divisionseinheiten ab 8. Januar 1944 von Nikopol nach Cherson. In einer ruhigen Stellung am Dnepr wurde Ersatz zugeführt und Ausbildung betrieben.
Die Division nahm ab März 1944 am verlustreichen Rückzug nach Rumänien teil. Nach Festigung der Front wurden im Mai örtliche Gegenstöße bei Schloß Stanca durchgeführt.
Der Panzerjäger-Abteilung der Division wurden im August 1944 für eine Neuausrüstung vierzehn Jagdpanzer 38 zugeteilt.
Im August 1944 wurde die 79. ID im Kessel von Jassy bei der sowjetischen Operation Jassy-Kischinew erneut zerschlagen. Nachdem die rumänischen Truppen aus dem Bündnis mit dem Deutschen Reich ausschieden und zur Roten Armee gewechselt waren, wurde die Heeresgruppe Südukraine mit schätzungsweise 300.000 Soldaten ab dem 20. August 1944 eingeschlossen und vernichtet. Die 79. ID befand sich zu diesem Zeitpunkt in der Nähe der Ortschaft Chitcani.
Nur kleineren Truppenteilen, ungefähr 1000 Soldaten, gelang es meist als Rückkämpfer auszubrechen und in Rückzugsgefechten über die Karpaten nach Ungarn zu gelangen, der Großteil geriet in Gefangenschaft. Im Raum von Debrecen (Ungarn) wurden die überlebenden Angehörigen der Division auf andere Verbände verteilt.

### Neuaufstellung 1944
Am 27. Oktober 1944 wurde eine neue 79. Volksgrenadier-Division aufgestellt. Diese Division kam bei der Rundstedt-Offensive zum Einsatz, erlitt im Februar 1945 hohe Verluste im oberen Moseltal und ging bei Speyer über den Rhein zurück. Eine Divisionskampfgruppe gelangte in ständigem Rückzug in den württembergisch-fränkischen Raum, wo die alte Stadt Rothenburg ob der Tauber verteidigt werden sollte. Dazu kam es jedoch nicht mehr. Die Masse der Kampfgruppe ging in einem letzten Gefecht südlich der Stadt verloren, so dass nur noch kleine Reste bis zu den Alpen zogen, wo die Kapitulation erfolgte.

## Gliederung
1939
- Infanterie-Regiment 208 mit drei Bataillonen
- Infanterie-Regiment 212 mit drei Bataillonen
- Infanterie-Regiment 226 mit drei Bataillonen
- Artillerie-Regiment 179 (4 Batterien)
- Divisionstruppen 179

1944
- Grenadier-Regiment 208 mit zwei Bataillonen
- Grenadier-Regiment 212 mit zwei Bataillonen
- Grenadier-Regiment 226 mit zwei Bataillonen
- Division-Füsilier-Bataillon 79
- Artillerie-Regiment 179 (4 Batterien)
- Divisionstruppen 179

1944 als 79. Volksgrenadier-Division
- Grenadier-Regiment 208 mit zwei Bataillonen
- Grenadier-Regiment 212 mit zwei Bataillonen
- Grenadier-Regiment 226 mit zwei Bataillonen
- Artillerie-Regiment 179 (4 Batterien)
- Divisionstruppen 179

## Kommandeure
- 1. März 1939 bis 14. Januar 1942 Generalmajor/Generalleutnant Karl Strecker
- 14. Januar 1942 bis 3. Juni 1943 Oberst/Generalmajor/Generalleutnant Richard Graf von Schwerin
- 3. Juni bis 19. Oktober 1943 Oberst/Generalmajor Heinrich Kreipe
- 19. bis 22. Oktober 1943 (mit der Führung beauftragt) Oberst Andreas von Aulock
- 22. Oktober 1943 bis Oktober 1944 Generalmajor/Generalleutnant Friedrich-August Weinknecht
- 1. November 1944 bis 25. Februar 1945 Oberst/Generalmajor Alois Weber
  - ab Dezember 1944 (mit der Führung beauftragt): Oberst Kurt Hummel

- 25. Februar bis 2. März 1945: Oberst Kurt Hummel
- März 1945: Oberstleutnant Cord von Hobe
- zwischen März 1945 und Kriegsende: Oberst Wilhelm Reimherr

## Verbandsabzeichen
Als Verbandsabzeichen wurde das Lothringer Kreuz gewählt, da einerseits somit die Zugehörigkeit zur Stadt Merzig bekundet wird, welche ebenfalls dieses Symbol im Stadtwappen verwendet und andererseits, weil die 79. ID eine Zeitlang schwerpunktmäßig in Lothringen im Einsatz war. Seit dem Frühjahr 1941 führte die 79. ID das Lothringer Kreuz als Divisionssymbol.